# Cupiennius coccineus
Cupiennius coccineus är en spindelart som beskrevs av F. O. Pickard-Cambridge 1901. Cupiennius coccineus ingår i släktet Cupiennius och familjen Ctenidae. Inga underarter finns listade i Catalogue of Life.